# Limbo (computerspil)
 For alternative betydninger, se Limbo (flertydig). (Se også artikler, som begynder med Limbo)
Limbo er et dansk adventureplatformspil. Det er produceret af det uafhængige firma Playdead og blev udgivet i juli 2010 til Xbox 360, Playstation 3 og PC. Der er tale om et 2D-spil med simulering af et fysisk system, der styrer omgivelserne og en lille navnløs dreng, der bevæger sig rundt i en sort-hvid verden. Gameplayet går ud på, at drengen leder efter sin forsvundne søster og undervejs udsættes for en lang række fælder og svære udfordringer. Udviklerne har skabt udfordringerne på en måde, så spilleren nærmest forventes at fejle, inden den rigtige løsning findes. Playdead har betegnet spillestilen som "trial and death" og har skabt et uhyggeligt og grusomt billedsprog til at vise drengens dødsscener, hvilket kan hjælpe spilleren videre fra situationer, der kan forekomme uløselige.
Såvel billedsproget som spillets minimalistiske lydside er med til at skabe en uhyggelig stemning, som man kender fra horrorfilm, og den er blevet sammenlignet med film noir og tysk ekspressionisme.
Spillet har altovervejende fået positiv kritik for blandt andet sit nyskabende billedsprog og spillets stemning. Største indvending mod spillet har været, at der er for lidt spil i det, idet det kan gennemføres på 2-6 timer. Spillet sælges gennem flere distributører. Hos Xbox Live Arcade var det kanalens tredjebedst sælgende i 2010 med en indtægt på $7,5 millioner. Det har modtaget en lang række priser; det var nomineret til et rekordstort antal priser ved uddelingen af Game Choice Awards og vandt én af disse, i kategorien for visuelt design.
Limbo blev efterfulgt i 2016 af den spirituelle efterfølger Inside.

## Handling
Den centrale figur i Limbo er en lille navnløs dreng, der vågner op dybt inde i en skov ved grænsen til helvede ("the edge of hell" – spillets titel er taget fra det religiøse begreb limbo fra latinske 'limbus', der betyder 'kant'). Drengen begynder at lede efter sin søster, der er forsvundet, og han møder på sin vej kun få mennesker, der enten angriber ham eller løber væk fra ham. På et tidspunkt under hans færd får han et glimt af en kvindelig skikkelse, men hun forsvinder, før han når hende. Efter et stykke tid kommer han fra en skov til en by, der giver nye udfordringer, og da han har overstået disse, sendes han brat tilbage til skoven igen. Efter yderligere en række oplevelser møder drengen en pige. Da han nærmer sig hende, rejser hun sig forskrækket op, hvorpå spillet uden yderligere forklaringer slutter.

## Gameplay
Spilleren styrer drengen gennem hele spillet. Som det gælder for de fleste todimensionelle platformspil, kan man få drengen til at løbe til højre eller venstre, hoppe, kravle op på afsatser, der ikke er for høje, kravle op og ned ad stiger og reb samt skubbe og trække genstande. Spillet fremtræder i dunkel grafik holdt i gråtoneskalaen og har en suggestiv lydside, der tilsammen skaber en uhyggelig stemning. De mørke omgivelser er endvidere med til at skjule talrige fælder for drengen; det kan være bjørnefælder i skovbunden eller monstre, der dukker frem fra skyggeområder for at forsøge at dræbe drengen. Blandt monstrene er en kæmpeedderkop samt orme, der forsøger at grave sig ind i drengens hjerne, hvorpå de får drengen til at gå i en bestemt retning, indtil de er dræbt.
Anden halvdel af spillet præsenterer spilleren for en række gåder og fælder med flere mekaniske aspekter, hvor der indgår fx maskiner, elektromagnetisme og tyngdekraft. Mange af fælder er ikke synlige, før de udløses, hvorved de ofte dræber drengen. Når det sker, kan spilleren genstarte ved seneste tjekpunkt; der er ingen grænser for, hvor mange gange drengen på den måde kan miste livet. Når spilleren har mødt sådanne fælder, kan de dog ofte undgås og undertiden udnyttes positivt senere i spillet. Det er uundgåeligt, at man udløser fælder på den måde, så drengen vil i almindelighed dø adskillige gange i løbet af et spil. I mange tilfælde er sådanne dødsfald animeret meget livagtigt og grusomt; det er dog muligt at vælge at spille spillet, så disse dødsscener ikke udpensles. 

## Spillets historie og udvikling
Playdeads stifter Arnt Jensen fik ideen til Ideen til spillet Limbo omkring 2004.. På det tidspunkt var Jensen ansat på IO Interactive, men var ved at være træt af det tiltagende fokus på forretning, der var ved at opstå i dette firma. Han lavede i den forbindelse skitser af et "humøret" på et "hemmeligt sted", hvor man kunne få ideer, og resultatet af dette, som senere skulle blive videreudviklet til baggrunde i Limbo, inspirerede ham til at arbejde videre med ideen. Indledningsvis forsøgte han at udvikle sit eget program i Visual Basic, men indså snart, at han havde brug for mere programmeringshjælp. I stedet udarbejdede han en trailer med fokus på det kunstneriske udtryk. Den skulle skabe kontakt til en programmør, men da traileren blev kendt på Internettet, vakte den behørig opsigt, og Dino Patti, der også var træt af det arbejde, han havde, blev så interesseret, at de to mødtes, så Patti begyndte som programmør i Playdead, men fandt hurtigt ud af, at projektet var meget større, end de to kunne håndtere, og han gik i stedet i gang med den forretningsmæssige side.
Firmaet søgte og fik støtte i form af danske statsmidler i den tidlige fase. Senere kom der større private investorer på banen. Udviklingen af spillet tog samlet cirka to et halvt år med adskillige iterationer. I alt var der otte fuldtidsudviklere og op til otte freelancemedarbejdere på projektet, og programmet blev udviklet i Visual Studio.